# Henry O
Henry O (Shanghai, 27 juli 1927), geboren als Jiang Xi Ren, is een Chinees/Amerikaans acteur.

## Biografie
O werd geboren in Shanghai en groeide op in Engelse en Amerikaanse missiescholen. Hij werkte dertig jaar in China in kindertheaters als acteur en toneelregisseur. Hij emigreerde met zijn vrouw naar Amerika om voor zijn kleinkinderen te zorgen. Hier werd hij al snel gevraagd om als acteur te werken op toneel en voor televisie. Naast acteren onderwijst hij ook acteurs in het spreken van Mandarijn in Manhattan.
O begon in 1983 met acteren voor televisie in de miniserie Marco Polo, waarna hij nog meerdere rollen speelde in televisieseries en films.

## Filmografie

### Films
Selectie:
- 2009 2012 – als Lama Rinpoche
- 2007 A Thousand Years of Good Prayers – als mr. Shi
- 2007 Rush Hour 3 – als Master Yu
- 2000 Shanghai Noon – als koninklijke tolk
- 2000 Romeo Must Die – als Chu Sing
- 1997 Red Corner – als gevolmachtige generaal Yang
- 1987 The Last Emperor – als Lord Chamberlain

### Televisieseries
Uitgezonderd eenmalige gastrollen.
- 2006 The Evidence – als Ming Sey – 3 afl.
- 2006 The Sopranos – als Monk – 2 afl.
- 2004 ER – als mr. Chen – 2 afl.

- Gemeinsame Normdatei: 14172191X
- Library of Congress Control Number: no2009194797
- SNAC: w6cw738p
- Virtual International Authority File: 149679466
- WorldCat: E39PBJpJ96V8YrMRbp8C6q8Qv3